# HIStory/Ghosts
《HIStory/Ghosts》（中文：歷史/幽靈）是美国男歌手迈克尔·杰克逊的混音专辑《Blood on the Dance Floor：HIStory混音专辑》里的一首双A面单曲。《HIStory》原來已收錄于1995年的专辑《HIStory：过去，现在和未来第一册》；《Ghosts》则是全新的单曲。
《HIStory》由杰克逊与詹姆斯·哈里斯三世和特里·刘易斯共同谱写，是由托尼·莫兰于1997年所混音的。与以前的歌曲一样，《HIStory》包含了许多杰克逊以前的剪辑和样品。而《Ghosts》是由杰克逊与泰迪·赖利写的，赖利則是负责提出對於歌词的意见。
《HIStory》的MV是在一个夜总会拍摄的。《Ghosts》的MV则是世界上最长的，有的版本长達40分钟，还有的版本則长达1個小时，有人看了《Ghosts》的MV后感叹道：“好像在看电影一样！”